# Echipa Unificată la Jocurile Olimpice de iarnă din 1992
Echipa Unificată a participat la Jocurile Olimpice de iarnă din 1992 din Albertville, Franța în perioada 8 - 23 februarie 1992, sub codul CIO EUN (din franceză Échipe unifiée). A fost alcătuită din șase foste republici federative ale URSS, cu o delegație de 129 de sportivi care au concurat la 12 de sporturi. S-a clasat pe locul doi în clasamentul pe medalii.

## Țările membre
- Armenia
- Belarus
- Kazakhstan
- Russia
- Ukraine
- Uzbekistan

## Medalii pe sport
| Sport                          | Aur | Argint | Bronz | Total |
| Biatlon                        | 2   | 2      | 2     | 6     |
| Schi fond                      | 3   | 2      | 4     | 9     |
| Patinaj artistic               | 3   | 1      | 1     | 5     |
| Hochei pe gheață               | 1   | 0      | 0     | 1     |
| Schi acrobatic                 | 5   | 4      | 0     | 9     |
| Patinaj viteză pe pistă scurtă | 5   | 2      | 0     | 7     |
| Total                          | 9   | 6      | 8     | 23    |